# Sound+Vision Tour
Die Sound+Vision Tour war eine weltweite Konzerttournee des britischen Singer-Songwriters David Bowie, die er im Jahr 1990 anlässlich der Veröffentlichung seines namensgebenden CD-Boxsets Sound + Vision (1989) absolvierte.

## Hintergrund
David Bowie startete seine Sound+Vision Tour am 4. März 1990 in Quebec City und beendete sie am 29. September des gleichen Jahres in Buenos Aires. Sie umfasste insgesamt 107 Konzerte in Nordamerika, Europa, Asien und erstmals in seiner Konzertkarriere auch in Südamerika. Das Abschlusskonzert in Buenos Aires war zudem eines der ersten Konzerte eines britischen Künstlers in Argentinien nach dem Ende des Falklandkriegs. Außerdem trat Bowie mit seinen Konzerten in Ost-Berlin, Ungarn und Jugoslawien erstmals in Staaten des noch bestehenden, aber bereits zugänglichen Warschauer Paktes auf. Sein Auftritt in Zagreb war eines der letzten großen Konzerte vor Beginn der ersten Jugoslawienkriege.
Bowies Inspiration zu dieser Tournee war neben seinem CD-Boxset Sound + Vision zusätzlich die Möglichkeit, seine größten Hits ein letztes Mal live zu spielen. Als Grund dafür gab er an: „Zu wissen, dass ich mich nicht mehr auf diese Songs verlassen muss, ermutigt mich, weiterhin neue Dinge zu tun, was gut für einen Künstler ist“, und fügte später hinzu: „Ich habe nicht die Absicht, alte Lieder zu Tode zu spielen, denn wenn man sie 20 Jahre lang spielt, wirken sie abgedroschen. Man kann sie nicht mehr mit der gleichen Begeisterung singen. Es ist egal, wie gut sie sind. Ab einem bestimmten Punkt macht es einfach keine Freude mehr.“
Dieses Versprechen hielt er lange, bis er zwischen 2002 und 2004 im Rahmen seiner Konzertreisen Heathen Tour und A Reality Tour seine größten Hits schließlich doch noch einmal zum Besten gab.
Für diese Tournee unterbrach Bowie sein Nebenprojekt Tin Machine und teilte der Band mit, dass er vertraglich zu einer Tournee verpflichtet sei. Bowie bat den Tin Machine-Gitarristen Reeves Gabrels, sich ihm anzuschließen, doch dieser lehnte ab und schlug stattdessen Adrian Belew vor, mit dem sie beide zuvor zusammengearbeitet hatten. Gabrels rief Belew an und sagte: „Ein Freund von mir geht auf Tour und braucht einen Gitarristen. Er hat mich gefragt, aber ich kann nicht mitkommen und ich dachte, du könntest es vielleicht“, und er reichte den Telefonhörer an Bowie weiter. Belew übernahm zudem die musikalische Leitung von Bowies Begleitband.
Für das Bühnenbild wurde zusätzlich zu einer aufwändigen Beleuchtung ein 18 × 12 m großer transparenter Gazevorhang eingesetzt. Auf ihm wurden Bilder oder Filmmaterial projiziert und Bowie selbst sang je nach Lied vor oder hinter diesem Vorhang. Bowie beschrieb es als „ein riesiges javanisches Schattenspiel-Theater“. Auf zwei großen, runden Bildschirmen an jeder Seite der Bühne die auf den Gazevorhang projizierten Videos ebenfalls gezeigt.
Der gesamte Bühnenaufbau ging unter 80 Bühnenarbeiten vonstatten, die mit der Tour reisten, inklusive Hilfe von lokalen Arbeitern, die in jeder Stadt angeheuert wurden. Ein einzelnes Set brauchte acht Lastwagen, um es zu transportieren (und zusätzlich vier Busse für die Arbeiter), und es dauerte pro Abend neun Stunden für den Aufbau und vier Stunden für den Abbau.

## Liveaufnahmen
Eine Reihe von Konzerten (z. B. Tokio, Milton Keynes, Lissabon, Rio de Janeiro, São Paulo und Santiago de Chile) wurden gefilmt und für Fernseh- und Radioübertragungen aufgezeichnet und zirkulieren daher als Bootleg-Aufnahmen. Bowie plante auch, die Tournee mit einem offiziellen Livealbum oder Konzertfilm zu dokumentieren. Trotzdem wurde der Öffentlichkeit bis heute keine offizielle Aufzeichnung der Show in Audio- oder Videoform zur Verfügung gestellt.

## Setlist

### Beispiel-Setlist
- Space Oddity
- Rebel Rebel
- Ashes to Ashes
- Fashion
- Life on Mars?
- Pretty Pink Rose
- Sound and Vision
- Blue Jean
- Let’s Dance
- Stay
- Ziggy Stardust
- China Girl
- Station to Station
- Young Americans
- Suffragette City
- Fame
- “Heroes”
- Changes
- The Jean Genie
- White Light/White Heat
- Modern Love

## Tourdaten
| Nr.                       | Datum               | Stadt               | Land                                           | Veranstaltungsort                 | Anmerkungen                    |
| Leg 1 – Nordamerika       | Leg 1 – Nordamerika | Leg 1 – Nordamerika | Leg 1 – Nordamerika                            | Leg 1 – Nordamerika               | Leg 1 – Nordamerika            |
| ------------------------- | ------------------- | ------------------- | ---------------------------------------------- | --------------------------------- | ------------------------------ |
| 1                         | 4. März 1990        | Quebec City         | Kanada                                         | Le Colisée                        |                                |
| 2                         | 6. März 1990        | Montréal            | Kanada                                         | Forum                             |                                |
| 3                         | 7. März 1990        | Toronto             | Kanada                                         | SkyDome                           |                                |
| 4                         | 10. März 1990       | Winnipeg            | Kanada                                         | Winnipeg Arena                    |                                |
| 5                         | 12. März 1990       | Edmonton            | Kanada                                         | Northlands Coliseum               |                                |
| 6                         | 13. März 1990       | Calgary             | Kanada                                         | Olympic Saddledome                |                                |
| 7                         | 15. März 1990       | Vancouver           | Kanada                                         | Pacific Coliseum                  |                                |
| Leg 2 – Europa            |                     |                     |                                                |                                   |                                |
| 8                         | 19. März 1990       | Birmingham          | England                                        | National Exhibition Centre        |                                |
| 9                         | 20. März 1990       | Birmingham          | England                                        | National Exhibition Centre        |                                |
| 10                        | 23. März 1990       | Edinburgh           | Schottland                                     | Royal Highland Centre             |                                |
| 11                        | 24. März 1990       | Edinburgh           | Schottland                                     | Royal Highland Centre             |                                |
| 12                        | 26. März 1990       | London              | England                                        | Docklands Arena                   |                                |
| 13                        | 27. März 1990       | London              | England                                        | Docklands Arena                   |                                |
| 14                        | 28. März 1990       | London              | England                                        | Docklands Arena                   |                                |
| 15                        | 30. März 1990       | Rotterdam           | Niederlande                                    | Sportpaleis Ahoy’                 |                                |
| xx                        | 1. April 1990       | Dortmund            | Deutschland                                    | Westfalenhalle                    | verlegt auf den 22. April 1990 |
| 16                        | 2. April 1990       | Paris               | Frankreich                                     | Palais Omnisport de Bercy         |                                |
| 17                        | 3. April 1990       | Paris               | Frankreich                                     | Palais Omnisport de Bercy         |                                |
| 18                        | 5. April 1990       | Frankfurt am Main   | Deutschland                                    | Festhalle                         |                                |
| 19                        | 7. April 1990       | Hamburg             | Deutschland                                    | Alsterdorfer Sporthalle           |                                |
| 20                        | 8. April 1990       | Berlin              | Deutschland                                    | Deutschlandhalle                  |                                |
| 21                        | 10. April 1990      | München             | Deutschland                                    | Olympiahalle                      |                                |
| 22                        | 11. April 1990      | Stuttgart           | Deutschland                                    | Schleyerhalle                     |                                |
| 23                        | 13. April 1990      | Mailand             | Italien                                        | Palatrussardi                     |                                |
| 24                        | 14. April 1990      | Mailand             | Italien                                        | Palatrussardi                     |                                |
| 25                        | 17. April 1990      | Rom                 | Italien                                        | PalaEUR                           |                                |
| xx                        | 18. April 1990      | Rom                 | Italien                                        | PalaEUR                           |                                |
| 26                        | 20. April 1990      | Brüssel             | Belgien                                        | Forest National                   |                                |
| 27                        | 21. April 1990      | Brüssel             | Belgien                                        | Forest National                   |                                |
| 28                        | 22. April 1990      | Dortmund            | Deutschland                                    | Westfalenhalle                    |                                |
| Leg 3 – Nordamerika/Asien |                     |                     |                                                |                                   |                                |
| 29                        | 27. April 1990      | Miami               | Vereinigte Staaten                             | Miami Arena                       |                                |
| 30                        | 29. April 1990      | Pensacola           | Vereinigte Staaten                             | Civic Center                      |                                |
| 31                        | 1. Mai 1990         | Orlando             | Vereinigte Staaten                             | Orlando Arena                     |                                |
| 32                        | 4. Mai 1990         | St. Petersburg      | Vereinigte Staaten                             | Florida Suncoast Dome             |                                |
| 33                        | 5. Mai 1990         | Jacksonville        | Vereinigte Staaten                             | Veterans Memorial Coliseum        |                                |
| 34                        | 7. Mai 1990         | Atlanta             | Vereinigte Staaten                             | The Omni                          |                                |
| 35                        | 9. Mai 1990         | Chapel Hill         | Vereinigte Staaten                             | Dean E. Smith Center              |                                |
| 36                        | 15. Mai 1990        | Tokio               | Japan                                          | Tokyo Dome                        |                                |
| 37                        | 16. Mai 1990        | Tokio               | Japan                                          | Tokyo Dome                        |                                |
| 38                        | 20. Mai 1990        | Vancouver           | Kanada                                         | BC Place Stadium                  |                                |
| 39                        | 21. Mai 1990        | Tacoma              | Vereinigte Staaten                             | Tacoma Dome                       |                                |
| 40                        | 23. Mai 1990        | Los Angeles         | Vereinigte Staaten                             | Memorial Sports Arena             |                                |
| 41                        | 24. Mai 1990        | Sacramento          | Vereinigte Staaten                             | Cal Expo Amphitheatre             |                                |
| 42                        | 26. Mai 1990        | Los Angeles         | Vereinigte Staaten                             | Dodger Stadium                    |                                |
| 43                        | 28. Mai 1990        | Mountain View       | Vereinigte Staaten                             | Shoreline Amphitheatre            |                                |
| 44                        | 29. Mai 1990        | Mountain View       | Vereinigte Staaten                             | Shoreline Amphitheatre            |                                |
| 45                        | 1. Juni 1990        | Denver              | Vereinigte Staaten                             | McNichols Sports Arena            |                                |
| 46                        | 2. Juni 1990        | Denver              | Vereinigte Staaten                             | McNichols Sports Arena            |                                |
| 47                        | 4. Juni 1990        | Dallas              | Vereinigte Staaten                             | Coca-Cola Starplex Amphitheatre   |                                |
| 48                        | 6. Juni 1990        | Austin              | Vereinigte Staaten                             | Frank Erwin Center                |                                |
| 49                        | 7. Juni 1990        | The Woodlands       | Vereinigte Staaten                             | Cynthia Woods Mitchell Pavilion   |                                |
| 50                        | 9. Juni 1990        | Bonner Springs      | Vereinigte Staaten                             | Sandstone Amphitheater            |                                |
| 51                        | 10. Juni 1990       | St. Louis           | Vereinigte Staaten                             | St. Louis Arena                   |                                |
| 52                        | 12. Juni 1990       | Noblesville         | Vereinigte Staaten                             | Deer Creek Music Center           |                                |
| 53                        | 13. Juni 1990       | Milwaukee           | Vereinigte Staaten                             | Marcus Amphitheater               | Milwaukee Summerfest ’90       |
| 54                        | 15. Juni 1990       | Tinley Park         | Vereinigte Staaten                             | World Music Theatre               |                                |
| 55                        | 16. Juni 1990       | Tinley Park         | Vereinigte Staaten                             | World Music Theatre               |                                |
| 56                        | 19. Juni 1990       | Richfield           | Vereinigte Staaten                             | Coliseum                          |                                |
| 57                        | 20. Juni 1990       | Richfield           | Vereinigte Staaten                             | Coliseum                          |                                |
| 58                        | 22. Juni 1990       | Auburn Hills        | Vereinigte Staaten                             | Palace of Auburn Hills            |                                |
| 59                        | 24. Juni 1990       | Auburn Hills        | Vereinigte Staaten                             | Palace of Auburn Hills            |                                |
| 60                        | 25. Juni 1990       | Auburn Hills        | Vereinigte Staaten                             | Palace of Auburn Hills            |                                |
| 61                        | 27. Juni 1990       | Burgettstown        | Vereinigte Staaten                             | Coca-Cola Star Lake Amphitheater  |                                |
| 62                        | 30. Juni 1990       | St. John’s          | Kanada                                         | Memorial Stadium                  |                                |
| 63                        | 2. Juli 1990        | Moncton             | Kanada                                         | Coliseum                          |                                |
| 64                        | 4. Juli 1990        | Toronto             | Kanada                                         | Exhibition Stadium                |                                |
| 65                        | 6. Juli 1990        | Ottawa              | Kanada                                         | Civic Centre                      |                                |
| 66                        | 7. Juli 1990        | Saratoga Springs    | Vereinigte Staaten                             | Saratoga Performing Arts Center   |                                |
| 67                        | 9. Juli 1990        | Philadelphia        | Vereinigte Staaten                             | Spectrum                          |                                |
| 68                        | 10. Juli 1990       | Philadelphia        | Vereinigte Staaten                             | Spectrum                          |                                |
| 69                        | 12. Juli 1990       | Philadelphia        | Vereinigte Staaten                             | Spectrum                          |                                |
| 70                        | 13. Juli 1990       | Philadelphia        | Vereinigte Staaten                             | Spectrum                          |                                |
| 71                        | 16. Juli 1990       | Uniondale           | Vereinigte Staaten                             | Nassau Veterans Memorial Coliseum |                                |
| 72                        | 18. Juli 1990       | Columbia            | Vereinigte Staaten                             | Merriweather Post Pavilion        |                                |
| 73                        | 19. Juli 1990       | Columbia            | Vereinigte Staaten                             | Merriweather Post Pavilion        |                                |
| 74                        | 21. Juli 1990       | Foxborough          | Vereinigte Staaten                             | Foxboro Stadium                   |                                |
| 75                        | 23. Juli 1990       | Hartford            | Vereinigte Staaten                             | Civic Center                      |                                |
| 76                        | 25. Juli 1990       | Niagara Falls       | Vereinigte Staaten                             | Convention and Civic Center       |                                |
| 77                        | 29. Juli 1990       | East Rutherford     | Vereinigte Staaten                             | Giants Stadium                    |                                |
| Leg 4 – Europa            |                     |                     |                                                |                                   |                                |
| 78                        | 4. August 1990      | Milton Keynes       | England                                        | Concert Bowl                      |                                |
| 79                        | 5. August 1990      | Milton Keynes       | England                                        | Concert Bowl                      |                                |
| 80                        | 7. August 1990      | Manchester          | England                                        | Maine Road                        |                                |
| 81                        | 9. August 1990      | Dublin              | Irland                                         | The Point Depot                   |                                |
| 82                        | 10. August 1990     | Dublin              | Irland                                         | The Point Depot                   |                                |
| 83                        | 13. August 1990     | Fréjus              | Frankreich                                     | Les Arènes                        |                                |
| 84                        | 16. August 1990     | Gent                | Belgien                                        | Flanders Expo                     |                                |
| 85                        | 18. August 1990     | Nijmegen            | Niederlande                                    | Goffertstadion                    |                                |
| 86                        | 19. August 1990     | Maastricht          | Niederlande                                    | MECC                              |                                |
| 87                        | 22. August 1990     | Oslo                | Norwegen                                       | Jordal Idrettspark                |                                |
| 88                        | 24. August 1990     | Stockholm           | Schweden                                       | Olympiastadion                    |                                |
| 89                        | 25. August 1990     | Kopenhagen          | Danemark                                       | Idrætsparken                      |                                |
| 90                        | 26. August 1990     | Kopenhagen          | Danemark                                       | Idrætsparken                      |                                |
| 91                        | 29. August 1990     | Linz                | Osterreich                                     | Linzer Stadion                    |                                |
| 92                        | 31. August 1990     | Ost-Berlin          | Deutschland Demokratische Republik 1949        | Radrennbahn Weißensee             |                                |
| 93                        | 1. September 1990   | Schüttorf           | Deutschland                                    | Vechtewiese                       | Schüttorf Open Air             |
| 94                        | 2. September 1990   | Ulm                 | Deutschland                                    | Festplatz Friedrichsau            | Open Air Festival              |
| 95                        | 4. September 1990   | Budapest            | Ungarn                                         | Hidegkuti Nándor Stadion          |                                |
| 96                        | 5. September 1990   | Zagreb              | Jugoslawien Sozialistische Föderative Republik | Stadion Maksimir                  |                                |
| 97                        | 8. September 1990   | Modena              | Italien                                        | Area Ex Mercato Bestiame          | Festa de L’Unità               |
| 98                        | 11. September 1990  | Gijón               | Spanien                                        | Complexu Deportivu Les Mestes     |                                |
| 99                        | 12. September 1990  | Madrid              | Spanien                                        | Rockódromo                        |                                |
| 100                       | 14. September 1990  | Lissabon            | Portugal                                       | Estádio José Alvalade             |                                |
| 101                       | 16. September 1990  | Barcelona           | Spanien                                        | Estadi Olímpic de Montjuïc        |                                |
| Leg 5 – Südamerika        |                     |                     |                                                |                                   |                                |
| 102                       | 20. September 1990  | Rio de Janeiro      | Brasilien                                      | Praça da Apoteose                 |                                |
| 103                       | 22. September 1990  | São Paulo           | Brasilien                                      | Estádio Palestra Itália           |                                |
| 104                       | 23. September 1990  | São Paulo           | Brasilien                                      | Estádio Palestra Itália           |                                |
| 105                       | 25. September 1990  | São Paulo           | Brasilien                                      | Olímpia                           |                                |
| 106                       | 27. September 1990  | Santiago de Chile   | Chile                                          | Estadio Nacional                  |                                |
| 107                       | 29. September 1990  | Buenos Aires        | Argentinien                                    | Estadio Antonio Vespucio Liberti  |                                |

## Band
- David Bowie: Gesang, Gitarre, Saxophon
- Adrian Belew: Gitarre, Hintergrundgesang
- Erdal Kızılçay: Bass, Hintergrundgesang
- Rick Fox: Keyboards, Hintergrundgesang
- Michael Hodges: Schlagzeug